# Beryllium-10
Beryllium-10 (10Be) je radioizotop beryllia, který vzniká převážně tříštěním kyslíku kosmickým zářením, patří tedy mezi kosmogenní radionuklidy; také vzniká při výbuších jaderných zbraní reakcí rychlých neutronů s 13C v oxidu uhličitém. Přeměňuje se β− přeměnou s poločasem 1,51×106 let, maximální uvolněná energie je 556,2 keV.
Jelikož beryllium má tendenci se rozpouštět v roztocích s pH pod 5,5 (a dešťová voda v mnoha průmyslových oblastech má často pH nižší než 5), tak se často rozpouští v dešťové vodě a odtud se dostává do půdy. Když se voda stane zásaditější, beryllium z roztoku zmizí. Kosmogenní 10Be se tak hromadí na povrchu půdy, kde díky svému dlouhému poločasu přeměny zůstane poměrně dlouho, než se přemění na 10B.
10Be se využívá k výzkumu eroze půdy, tvorby půdy, vývoje lateritových půd a zjišťování stáří vzorků ledovcového ledu.